# Simulium zhiltzovae
Simulium zhiltzovae es una especie de insecto del género Simulium, familia Simuliidae, orden Diptera.

## Distribución
Se distribuye por Transcaucasia.

## Taxonomía
Fue descrita científicamente por Rubtsov, 1976.